# 富士宮農業協同組合
富士宮農業協同組合（ふじのみやのうぎょうきょうどうくみあい）は、静岡県富士宮市に本店を置いていた農業協同組合。2022年4月1日に、本農業協同組合と富士市農業協同組合、御殿場農業協同組合、南駿農業協同組合、あいら伊豆農業協同組合、伊豆の国農業協同組合、三島函南農業協同組合、伊豆太陽農業協同組合が合併して、富士伊豆農業協同組合を発足して消滅した。

## 管轄地域
- 富士宮市

## 事業内容
- 指導事業
- 購買事業
- 販売事業
- 葬祭事業
- 信用事業
- 共済事業
- 不動産事業

## 管内の主な産物
- 茶
- 米
- イチゴ
- 水かけ菜
- トウモロコシ
- キャベツ
- オウレン
- タケノコ
- ギンナン
- ラッカセイ
- ウメ
- 柿
- ダイコン
- 酪農
- 豚肉
- 鶏卵